# Seneca Falls
Seneca Falls é uma vila localizada no Estado americano de Nova Iorque. Possui uma população de 6 809 habitantes em 2020.
Seneca Falls é conhecida internacionalmente pelo seu papel no Movimento dos Direitos das Mulheres. A Declaração de Sêneca Falls, que ocorreu nos dias 19 e 20 de Julho de 1848, foi a primeira convenção nos Estados Unidos que lutou pelos direitos da mulher.
A Convenção de Seneca Falls foi organizada por Lucretia Mott e Elizabeth Cady, que lutavam pelos Direitos das Mulheres, principalmente na área política onde as mulheres não eram vistas, nem ouvidas, e as mulheres começaram a desejar mais do que ser apenas uma dona de casa.
A Convenção atraiu 240 simpatizantes, 40 eram homens, incluindo Frederick Douglass.
Muito pouco progresso se conseguiu com a Declaração de Seneca Falls, mas serviu durante 70 anos para seu objetivo, o direito de voto para as mulheres, que só foi conseguido em 1920.